# Abraham Asscher (1880-1950)
Abraham Asscher (Amsterdam, 19 september 1880 – aldaar, 2 mei 1950) was een Nederlandse diamantair, politicus en  tijdens de Tweede Wereldoorlog een van de twee voorzitters van de Joodsche Raad.

## Leven en werk
Asscher werd in Amsterdam geboren, waar zijn vader en diens broer de diamanthandel Koninklijke Asscher Diamant Maatschappij dreven. Later zou Asscher directeur worden van dezelfde firma, die over de hele wereld bekendheid genoot, met name door het slijpen van de Cullinan, de grootste diamant die ooit werd gevonden.
Van 1917 tot 1919 was Asscher voor de Liberale Unie lid van de Provinciale Staten van Noord-Holland, en van 1923 tot 1941 was hij dat voor de Vrijheidsbond/Liberale Staatspartij. Daarnaast was Asscher actief in tal van Joodse organisaties en verenigingen. Zo was hij jarenlang voorzitter van het Comité voor Bijzondere Joodsche Belangen. In dat bestuur was ook David Cohen actief.

## Tweede Wereldoorlog
Asscher en Cohen werden in 1941 door de Duitse bezetter aangewezen om de Joodsche Raad voor te zitten. Zo werden zij een instrument van de Duitsers in de deportatie van tienduizenden Joodse Nederlanders. Asscher en Cohen werden uiteindelijk in september 1943 ook zelf gedeporteerd, Asscher naar het concentratiekamp Bergen-Belsen. Daar heeft hij de oorlog overleefd.

## Na de oorlog
Na de oorlog werd het Asscher en Cohen door de Joodse Ereraad zwaar aangerekend dat zij door hun lidmaatschap van de Joodse Raad hadden meegewerkt aan de massamoord op Nederlandse Joden. Het werd hun verboden ooit nog een functie in een Joodse organisatie uit te oefenen (een besluit dat in 1950 werd teruggedraaid). Asscher was hierover zo verbolgen dat hij zijn lidmaatschap van de Joodse Gemeenschap beëindigde. Een van de gevolgen daarvan was dat hij niet op de joodse begraafplaats in Muiderberg begraven mocht worden. Dit gebeurde op de algemene begraafplaats Zorgvlied in Amsterdam.

## Familie
Asscher is de overgrootvader van de Nederlandse politicus Lodewijk Asscher.